# Skobelevo, Sliven
Skobelevo (în bulgară Скобелево) este un sat în comuna Sliven, regiunea Sliven,  Bulgaria. 

## Demografie
Componența etnică a satului Skobelevo
     Bulgari (75,92%)
     Romi (22,09%)
     Nicio identificare (1,98%)
     Altele (0%)
La recensământul din 2011, populația satului Skobelevo era de 353 locuitori. Din punct de vedere etnic, majoritatea locuitorilor (75,92%) erau bulgari, cu o minoritate de romi (22,09%). Pentru 1,98% din locuitori nu este cunoscută apartenența etnică.